# 訪問購入
訪問購入（ほうもんこうにゅう）とは、販売業者のセールスパーソンが唐突に消費者宅等を訪問し、商品を購入する手法である。
平成22年頃から、特に着物や金・プラチナを使ったアクセサリーなど高価品を強引に安く買い取るトラブルが相次いだ。
そのため、平成24年の特定商取引法改正により規制が設けられた。
現在では、特商法58条の4以下において規制されている。

## 定義
法58条の4は、訪問購入を、要旨以下の通り定義する。
```
購入業者が営業所等以外の場所において、売買契約の申込みを受け、又は売買契約を締結して行う物品の購入
```

主に高齢女性宅を訪問して、貴金属等を強引に買い叩く、いわゆる「押し買い」を念頭においた規定である。

### 要件①：購入業者
物品の購入を、反復継続して営利の意思を持って（＝業として）営む者を意味する。

### 要件②：営業所等以外の場所において売買契約の申込みを受け、または売買契約を締結する
店舗の他、代理店、露天屋台等通常店舗と同視しうる場所以外のことを意味する。
なお、電話やインターネットにおいて買取の申込みを行ったうえで、（宅配）業者が申込みに係る物品を集荷したうえで査定結果を消費者に伝え、消費者が査定結果に納得して買取を依頼する、通信買取り等は、「営業所等以外の場所において」売買契約の申込みがなされ、あるいは売買契約が締結されるわけではないので、訪問購入には該当しない。
ただし、外形的に顧客が購入業者のウェブサイトにおいて売買契約の申込みや締結を行った場合でも、それが営業所等以外の場所において行われた勧誘に引き続き、購入業者の指示のもと行われているような場合には、なお営業所等以外の場所において行われたものとされる。

### 要件③：物品の購入
訪問購入にあっては、その性質上、対象は物品に限定され、役務や権利は含まれない。
「物品」は解釈上有体物である動産に限られるとされている他、家電、家具など相手方の利益を損なうことがないと認められる物品や、自動車など訪問購入の規定の適用を認めることで流通円滑化に支障を来すとされる物品が政令により除外されている。
なお、対価を現金ではなく商品券等により支払うことで、事業者側が売買ではなく交換であると主張するような場合でも、売買契約成立後、代物弁済の合意が成立したにすぎないとされる場合にはなお、訪問購入の規制が及ぶ。

## 行為規制

### 氏名等の明示(58条の5)
購入業者は、訪問購入に先立って、氏名または名称、勧誘目的であること、及び勧誘対象物品の種類、勧誘者の氏名等（個人事業主ならば戸籍上の氏名、法人の場合は商業登記簿記載の法人の名称を告げる必要があり、屋号や通称を告げるのみでは足りないとされる。）を告げる必要がある。

### 不招請勧誘の禁止(58条の6)
事業者は、営業所等以外の場所において、勧誘の要請をしていない者に対して勧誘及び勧誘を受ける意思の確認を行ってはならず（1項）、勧誘を行うに際しても勧誘を受ける意思の有無を確認しなければならない（2項)。
売買契約を締結しない意思表示をした消費者に対する再勧誘も禁止される（3項）。
そのため、勧誘が許されるのは、消費者から「○○を売りたいので、契約について話を聞きたい」というような要望があった場合に限られる。
その場合であっても例えば、食器を売りたいので契約について聞きたいとして来訪を要請された場合に、「いらない指輪があれば売って欲しい」などと、要望を受けた物品以外に関する勧誘をしてはならない。。
なお、勧誘の要請を超えて、契約締結のための来訪を請求した場合には適用除外（法58条の17第2項1号）に該当し、勧誘意思確認及び再勧誘禁止以外のほぼすべての規制が適用されない。。
訪問購入とおおよそパラレルな規制が存在する訪問販売の場合、法3条の2が再勧誘を禁止しているものの、不招請勧誘全般が禁じられているわけではない。
かえって、訪問販売お断り等のステッカーを玄関ドアに貼っておく等するだけでは、意思表示の対象や内容が不明瞭であり、「契約を締結しない意思を明確にした」とはいえないとされる。
このように、訪問購入の場合については、訪問販売以上に厳しい規制が設けられている部分がある。
この趣旨は、多くの場合金銭の返還により消費者の被害が回復される訪問販売と異なり、訪問購入の場合目的物が逸失・毀損することにより被害回復が困難となるからとされる。。
なお、本条が禁ずるのは「営業所等以外の場所における勧誘」であるため、電話による勧誘やダイレクトメールによる勧誘は禁止されないとされる。

### 書面交付義務(58条の7・58条の8)
法58条の7が契約の申し込みを受けた場合の、法58条の8が実際に契約を締結した際の書面交付義務を定める。
購入業者には、物品の種類、購入価格、代金の支払時期及び方法、物品の引渡時期及び方法、クーリングオフが可能である旨等を記載した書面の交付義務がある。

### 引渡拒絶権の告知義務(58条の9)
消費者の通常、下記の引渡拒絶権を行使しうることを知らないため、事業者に教示させるものである。
なお、法定書面に引渡拒絶権について記載がある場合でも、物品の直接の引渡を受ける場合には本条に基づく告知義務がある。
業者が「直接物品の引渡を受ける時」とは、宅配便等により間接的に送付をうけるのではなく、面前で物品の引渡を受けることをいう。

### 不実告知等の禁止（58条の10)
事業者は物品の売買の勧誘の際、あるいはクーリングオフを妨害するために、物品の種類、購入価格、代金の支払時期及び方法、物品の引渡時期及び方法等について不実を告げ、または人を威迫・困惑させることが禁じられる（1項・3項)。
また、売買契約締結の勧誘に際し故意に事実を告げないことも禁じられる。(2項)
また、物品の引渡を受けるために、引渡時期等について不実告知や、事実不告知をしてはならず、消費者を威迫・困惑させてもならない(4項、5項)。

### 転売等通知義務(58条の11)
訪問購入の場合、対象が物品であるため、クーリングオフ期間中であっても第三者に転売等がなされることがある。
しかし、物品が第三者にわたってしまった場合、消費者が当該物品を保持している第三者の存在を把握するのは困難である。
そのため、購入業者が第三者に転売等をした場合に、転売相手等を通知させることでクーリングオフの実効性確保を図る規定である。
そのため、転売がクーリングオフの期間満了後（58条の14ただし書きに該当する場合）に行われた場合には通知義務はない。

### 転売相手に対する通知義務(58条の11の2)
購入業者から第三者に転売がなされた場合、当該第三者は善意無過失で当該物品を購入する限りにおいて、民法192条（即時取得）により、有効に所有権を取得する。
そのため、購入業者において、転売相手等に商品を引き渡す際に、クーリングオフの可能性（及びクーリングオフがなされていること）に関する通知義務を課すことで、転売相手方が善意無過失で物品を購入する事態を防止する趣旨である。
以上の趣旨から、クーリングオフ期間満了後（58条の14ただし書きに該当する場合）の転売にあっては転売相手等に対する通知義務もない。
また、副次的に、クーリングオフ期間内に第三者が物品の引渡を受けること事態を抑止することも趣旨に含まれる。

## 民事的効力

### クーリングオフ(58条の14)
上記申込を受けた時の書面交付義務に基づく、法定書面交付後8日間のクーリングオフを認める。
購入業者がクーリングオフにつき虚偽を告げたことにより事実を誤認した場合や、クーリングオフ行使について威迫され困惑した場合等、クーリングオフ妨害がなされた場合には、改めてクーリングオフが可能である旨の書面を受け取ってから8日間クーリングオフが可能である(1項)。
クーリングオフは、クーリングオフをする旨の書面ないし電磁的記録を発信したときにその効力を生ずる(2項)。
また、このクーリングオフは善意無過失の第三者以外の第三者に対して対抗可能であり（3項)、購入業者はクーリングオフに対する損害賠償を請求することができず、違約金の定めがあったとしても請求できない(4項)。
更に、購入業者はクーリングオフをされる前にすでに代金を支払っていた場合、代金の返還を受ける際の振込手数料（返還に要する費用）は業者負担となり、代金支払後、クーリングオフに伴い消費者から返還がなされるまでの間の利息も請求することができない。
代金の返還に要する費用や、代金に係る利息が嵩むことでクーリングオフ制度の趣旨を没却しないようにする趣旨とされる。

### 引渡拒絶権(58条の15)
業者側が代金債務を履行することにより同時履行の抗弁権が失われた場合でも、クーリングオフ期間中は引渡拒絶権を認める（債務不履行責任を負わない）。。
一度物品を引き渡してしまうと、クーリングオフを行ったとしても目的物品の取り戻しそのものは困難となることが多いため、クーリングオフの実効性確保のため設けられた権利である。。

### 損害賠償の制限(58条の16)
1項は消費者による契約解除がなされた場合の損害賠償額の制限を定める。
業者による代金支払後に解除された場合には当該代金額及びそれに対する利息(1号）、代金支払前においては契約の締結及び履行に通常要する費用（2号）がそれぞれ上限となる。
契約の締結及び履行に要する費用とは例えば、書面作成費用や物品の引取のために要した費用のこととされる。。
なお、無料で査定を行う旨を示しつつ、契約解除が行われた際には査定費用を請求することはできない。。
2項は契約解除がなされた場合以外の、消費者による債務不履行がなされた場合の損害賠償額の制限を規定する。
物品が本来の引渡期限後に引き渡された場合は、当該物品の通常の使用料（1号・業者による買取時から引渡時までの間の物品価値の下落が通常の使用料を上回る場合はその下落額）に、物品が引き渡されなかった場合（2号）でも、当該物品の購入価格に相当する額がそれぞれ上限となる。

## 違反への制裁

### 主務大臣による指示（58条の12)
上記行為規制のいずれかに違反した場合、または法58条の12の各号のいずれかに違反した場合は主務大臣による指示の対象となる。
法58条の12が直接指示の対象としているのは、代金債務や契約解除がなされた場合の目的物返還債務の履行を不当に遅滞すること（1項1号)・法58条の10第2項以外の場面・事項に関する事実不告知(1項2号・3号)・適合性原則違反(令54条3号)等である。

### 業務停止命令(法58条の13及び13の2)
上記行為規制のいずれかに違反した場合や、①の指示違反があった場合には、2年以内の期間、購入業者の業務の全部または一部の停止を命令できる。
一定の要件を満たす時には、購入業者等が法人の場合であっても、法人に対してのみならず、法人の役員に対しても、新たに訪問購入業を行うこと（既存の訪問購入業者の業務執行を担当する役員に就任することを含む）を禁じることもできる。

### 刑事罰
①の指示違反については、法71条2号により、6月以下の懲役または100万円以下の罰金、またはその併科となる。
②の業務停止命令違反については、法70条3号により、3年以下の懲役または300万円以下の罰金、またはその併科となる。
その他、書面交付義務違反、法58条の10への違反（不実告知、購入者を威迫・困惑させる行為・契約締結または物品の引渡を受けるための事実不告知）は直罰の対象である。
前者は法71条1号に基づき6月以下の懲役または100万円以下の罰金、またはその併科、後者は法70条1号に基づき3年以下の懲役または300万円以下の罰金、またはその併科となる。